# Mousseline
Pour les articles homonymes, voir Mousseline (homonymie).

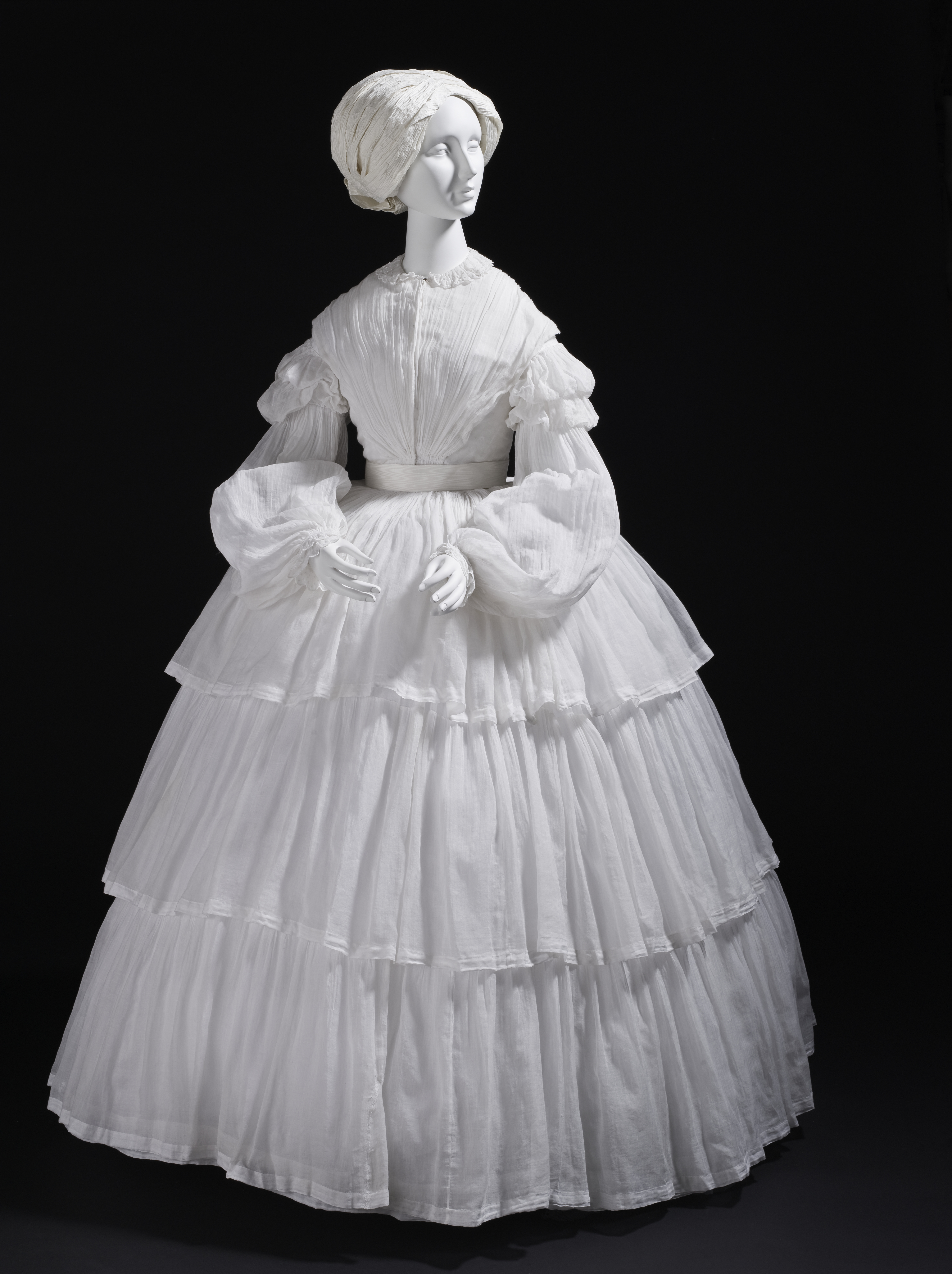
Robe de mousseline à volants étagés, vers 1855.

La mousseline est un tissu extrêmement léger et transparent en coton, originaire de la ville de Dacca, dans l'actuel Bangladesh. Elle a été introduite en Europe via le Moyen-Orient au XVIIe siècle et est devenue populaire en France à la fin du XVIIIe siècle. La mousseline est produite à partir de fils de coton cardé, le plus souvent écrus ou blancs. Elle est utilisée pour faire des motifs de broderie, de vêtements, des voilages, etc.

## Étymologie
Les vêtements de mousseline étaient importés par les Grecs lors de l'Antiquité du port indien de Machilipatnam, plus connu à l'époque sous le nom de Maisolos, ou de Masalia. Le nom « mousseline » viendrait ainsi de Maisolos. Toutefois il pourrait aussi s'agir d'un textile originaire de la ville de Mossoul.
Marco Polo visita le royaume dans lequel Machilipatnam était situé, et en vanta les mérites.
Marco Polo décrit dans son livre, les vêtements musulmans, et écrit qu'ils sont fabriqués à Mossoul et vendus par des marchands nommés Musolini. Ce nom est la probable origine du patronyme italien Mussolini.

## Historique

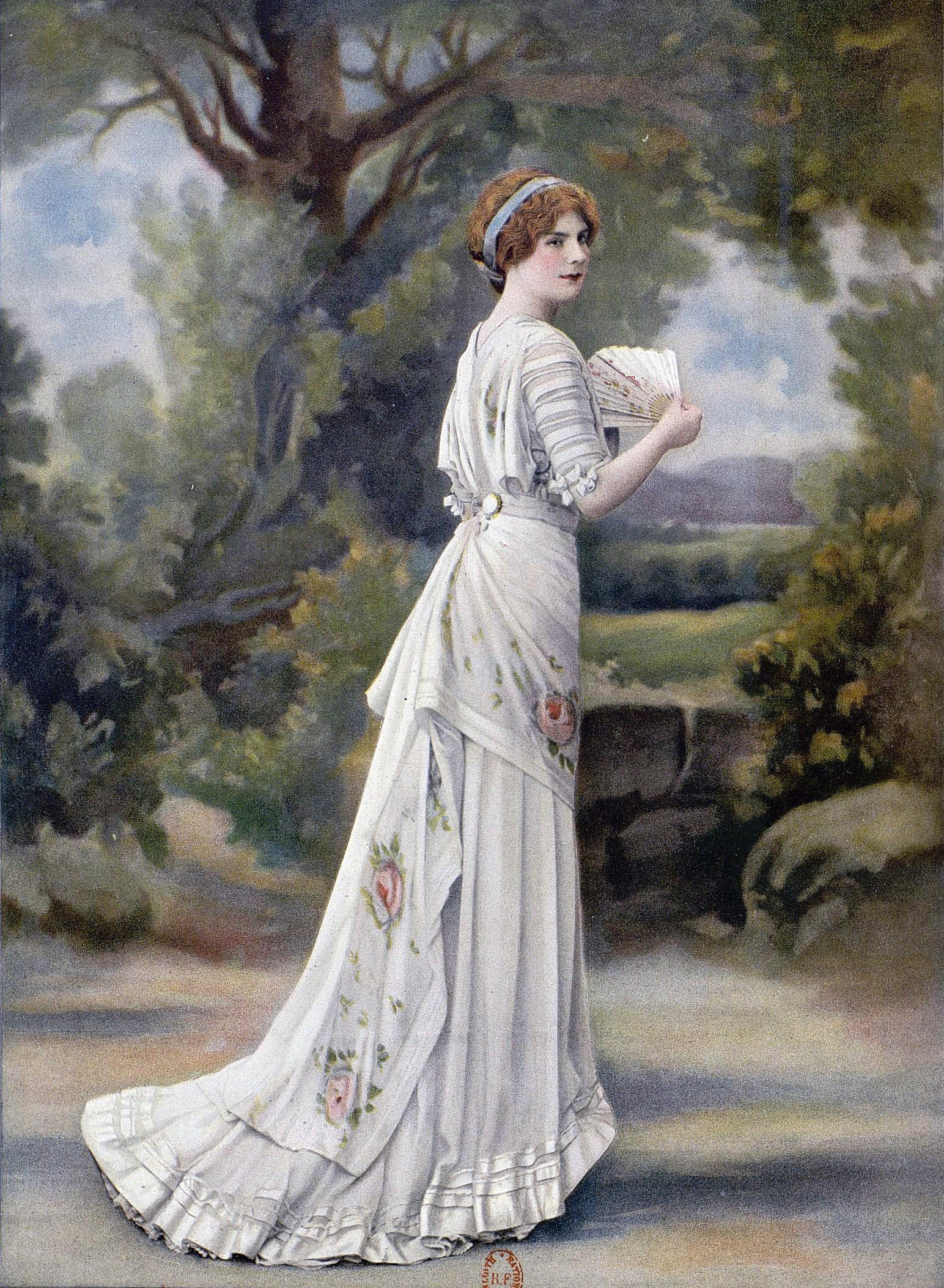
Robe de dîner par Redfern, 1908. Robe en mousseline de soie blanche, bordée de larges rubans satinés, peints de roses pâles. Corsage et jupe drapés, manches faites de rubans.

### En Inde
La mousseline originale était fabriquée depuis plus de deux millénaires à partir d'une variété de coton dite Phuti karpas, qui pousse sur les rives du fleuve Meghna dans le golfe du Bengale, et dont la transformation en tissu exigeait pas moins de 16 étapes spécialisées. Le tissu comptait entre 800 et 1200 fils par pouce carré, alors que les versions industrielles modernes en comptent de 40 à 80. 
La mousseline était déjà connue à l'époque romaine, comme l'atteste la mention qu'en fait Pétrone dans le Satyricon: « Est-il juste qu'une  femme  mariée se revête de gaze, et qu'elle s'exhibe toute nue dans un nuage de mousseline ? ». Elle attire l'attention du grand voyageur arabe Ibn Battuta ainsi que du voyageur chinois Ma Huan, qui en parlent avec admiration dans leurs récits. Elle est la parure de luxe dans l'Inde sous l'Empire moghol à partir du XVIe siècle.
Toute l'infrastructure de culture de cette variété de coton et de la production artisanale de mousseline a disparu avec l'industrialisation et la colonisation britannique au XIXe siècle, mais des travaux sont en cours depuis 2015 pour ressusciter les plants de Phuti karpas et les techniques ancestrales et fort complexes de fabrication.

### Introduction en Europe
Venue des Indes, elle apparaît en France au XVIIIe siècle d'abord en soie puis en coton. Malgré les efforts de l'État (interdictions d'importations, encouragements à la fabrication), il faut attendre le XIXe siècle pour que l'industrie de la mousseline se développe en France. C'est à l'initiative de Georges-Antoine Simonet, originaire de la ville de Tarare, que la mousseline se popularise en France où elle est fabriquée pour la première fois industriellement en 1750 par Claude-Marie Simonet.
Les costumes de mousseline, en vogue, créèrent une industrie nouvelle.
La mousseline est une toile fine, transparente et vaporeuse. Elle se tisse avec des fils fins et surtordus, peu serrés, en coton, soie, laine, viscose ou synthétique. Elle s'adapte parfaitement aux costumes de scène et s'utilise également pour l'ameublement.
Légère et solide, la mousseline s'emploie souvent dans la tenue de ballet et garnit le dessus des volants des tutus longs et romantiques. La mousseline-satin est une mousseline de soie dont un côté luit comme un satin.

## Dans la culture

### Gastronomie
En 1712, le mot « mousseline » désigne une pâte composée de gomme adragante mêlée d'eau et de jus de citron. Par analogie quant à la légèreté de la matière, on appelle « mousseline » plusieurs préparations culinaires légères.

### Anniversaire de mariage
Dans la tradition française, les noces de mousseline fêtent les 36 ans de mariage.

### Fête des Mousselines
La fête des Mousselines est organisée tous les 5 ans dans la ville de Tarare.